# Эйзенстайн, Элизабет
Элизабет Эйзенстайн, также Элизабет Эйзенштейн (англ.  Elizabeth Lewisohn Eisenstein, 11 октября 1923 — 31 января 2016) — американский историк культуры, исследователь роли печати и книги в становлении западных обществ Нового времени.

## Биография
Потомок еврейских эмигрантов из Германии, внучка Адольфа Левизона и правнучка Джозефа Селигмана. Закончила Вассарский колледж, защитила диссертацию в Редклиффском колледже, где её наставником был Крейн Бринтон. В 1959—1974 годах — доцент Американского университета (Вашингтон (округ Колумбия)). В 1975—1988 годах — профессор истории на историческом отделении Мичиганского университета. С 1978 года — постоянный консультант Центра книги Библиотеки Конгресса. Преподавала в Национальном университете Австралии, в Оксфорде и др.

## Научные интересы
На огромном историческом материале проследила влияние печатных средств коммуникации на Реформацию, Ренессанс, Просвещение, научную революцию. Развивала некоторые идеи М.Маклюэна, вместе с тем активно полемизируя с ним. Двухтомная монография Эйзенстайн «Печатный станок как источник перемен» (1979, сокр. издание — 1983, переизд. 2000, 2005) дала импульс многочисленным исследователям, стала настольной книгой для историков культуры Нового времени.

## Труды
- The First Professional Revolutionist: Filippo Michele Buonarotti. Cambridge: Harvard University Press, 1959. ISBN 978-0-674-30400-0.
- The printing press as an agent of change: communications and cultural transformations in early modern Europe. 2 vols. Cambridge: Cambridge University Press, 1979. ISBN 0-521-22044-0.
- The printing revolution in early modern Europe. Cambridge: Cambridge University Press, 1983 (переизд. 2000, 2005) ISBN 0-521-25858-8, ISBN 0-521-27735-3.
- Print culture and Enlightenment thought. Chapel Hill: University of North Carolina Press u.a., 1986
- Grub Street abroad: aspects of the French cosmopolitan press from the age of Louis XIV to the French Revolution. Oxford: Clarendon Press, 1992. ISBN 0-19-812259-4.
- Divine Art, Infernal Machine, The Reception of Printing in the West. Philadelphia: University of Pennsylvania Press, 2011

## Публикации на русском языке
- Кто выступил в 1788 году? (комментарии к книге Ж. Лефевра «Начало Французской революции»)

## Признание
Стипендия Гуггенхайма (1981). Премия Американской ассоциации историков за научные достижения (2002). Почетный доктор гуманитарных наук Мичиганского университета (2004).
В 1993 Национальная коалиция независимых исследователей (NCIS) учредила премию имени Элизабет Эйзенстайн.